# Isabel da Polônia
Isabel da Polônia (em polonês/polaco:  Elżbieta, em húngaro:  Erzsébet; 1305 – 29 de dezembro de 1380) foi princesa da Polônia por nascimento e rainha consorte da Hungria como a última esposa de Carlos I. Ela também foi regente do filho, Luís I, de 1370 a 1376, na Polônia, e antes disso, na Hungria, sempre que Luís se ausentava do reino, de quem era o braço direito indiscutível. Além de fundadora de igrejas, também foi ativa na política, e esteve envolvida no conflito entre a Hungria e Nápoles pela sucessão ao trono napolitano, no qual seu outro filho, André, estava envolvido. Apesar de ter sido regente de seu país nativo após a morte do irmão, ela não foi popular com a nobreza, que zombava de sua deficiência causada por um atentado na Hungria, e também por ter levado para a corte polaca nobres húngaros. A tensão entre polacos e húngaros culminou numa briga que acabou com a morte de muitos dos empregados de Isabel. De volta ao reino do filho, até pouco tempo antes de sua morte, em 1380, a rainha mãe ainda se envolvia na política, para assegurar os direitos aos tronos das netas, Maria, na Hungria, e Edviges, na Polônia.

## Família
Isabel foi a segunda filha nascida de Ladislau I, o Breve e de Edviges de Kalisz.
Os seus avós paternos eram o duque Casimiro I da Cujávia e Eufrosina de Opole. Os seus avós maternos eram Boleslau, o Piedoso, duque da Grande Polônia e a princesa Iolanda da Polônia.
Ela teve cinco irmãos, mas apenas dois chegaram à idade adulta: Cunegunda, cujo primeiro marido foi Bernardo, Duque de Swidnica e o segundo foi Rodolfo I, Duque de Saxe-Wittenberg, e o rei Casimiro III, sucessor do pai.

## Biografia

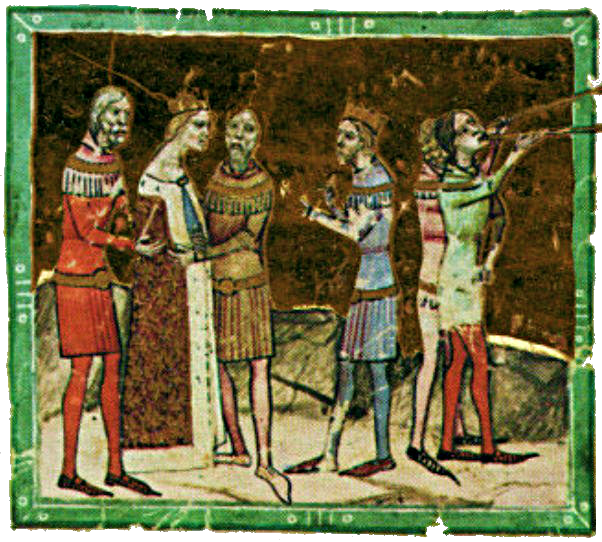
Miniatura presente na Crônica Iluminada que representa a ocasião do casamento de Carlos e Isabel.

No dia 6 de julho de 1320, quando tinha 14 ou 15 anos, Isabel se casou com o rei Carlos I da Hungria, que tinha ficado viúvo em 1319, após a morte de Beatriz de Luxemburgo, durante o parto. Não se sabe ao certo se Isabel foi a terceira ou quarta esposa do monarca, pois ele pode ou não ter se casado com Maria da Galícia como sua primeira esposa, no início de 1305 ou fim de 1306, uma filha de Leão II da Galícia, rei da Rutênia, segundo o historiador húngaro, Gyula Kristó, que afirma que três documentos da época atestam isso, incluindo um documento datado de 1326, em que o próprio Carlos declara que uma vez viajou para a Rutênia (Reino da Galícia-Volínia), para levar sua primeira esposa para a Hungria. No entanto, segundo a historiadora, Enikő Csukovits, a noiva teria morrido antes do casamento.
Com o casamento entre Isabel e Carlos, os laços entre a Polônia e Hungria foram fortalecidos, e um longo período de sociedade, especialmente no comércio e política, existiu entre os dois reinos. Sabe-se que rei e a rainha tiveram cinco filhos homens, porém, é possível que Isabel também fosse mãe de Catarina, Duquesa de Swidnica, por sua vez mãe de Ana de Swidnica, esposa de Carlos IV do Sacro Império Romano-Germânico, e de Isabel, Duquesa de Niemodlin, embora a maternidade delas também seja atribuída à Maria de Bitom, primeira ou segunda esposa do rei Carlos. No entanto, historiadores modernos rejeitam a possibilidade de Catarina e Isabel serem filhas de Maria.

### Tentativa de assassinato
No dia 17 de abril de 1330, ocorreu o incidente conhecido como o "Caso de Zah". O rei, a rainha e seus dois filhos mais novos estavam jantando no Palácio de Visegrado, quando Felician Zah, um poderoso nobre e cavaleiro húngaro que servia o rei Carlos I, que voltava da Boêmia de uma missão diplomática, invadiu a residência com a intenção de matar a família real. Na tentativa de defender o marido ou os filhos, Isabel perdeu quatro dedos da mão direita. O rei teve sua mão direita ferida também, e os filhos do casal foram atacados por Zah. Nicholas Kenecsis e Nicholas Drugeth, os tutores dos príncipes, sofreram ferimentos ao tentar defendê-los. João de Ákos, o segundo copeiro da rainha enfrentou o nobre, e o apunhalou no pescoço.

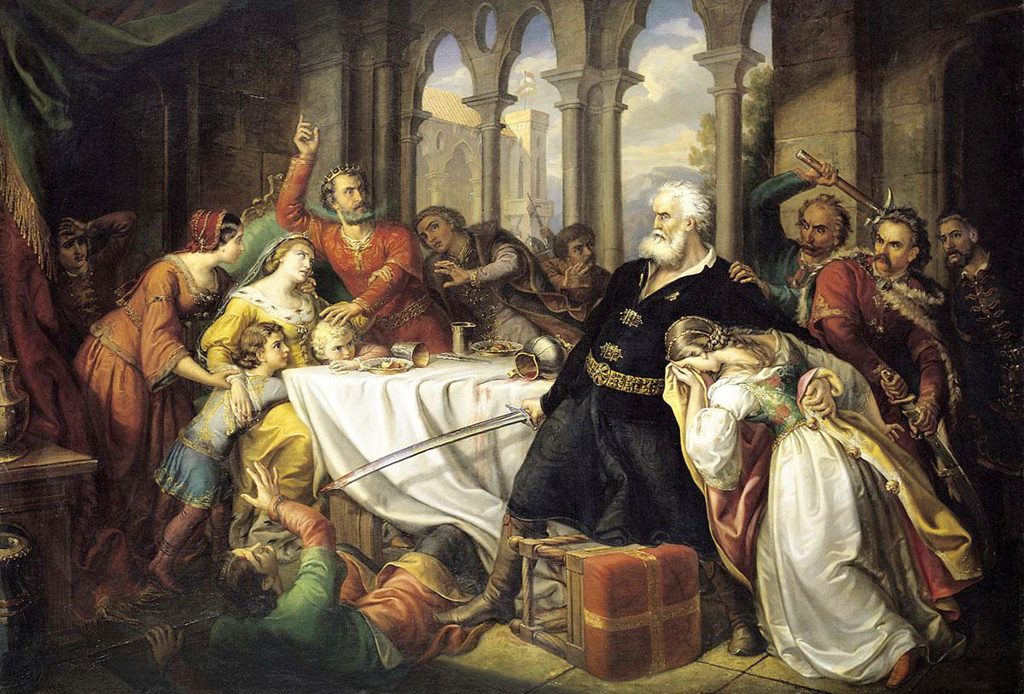
Pintura de 1860, por Soma Orlai Petrich, que represente o atentado a família real por Felician Zah.

Ninguém sabe ao certo o motivo por trás do atentado com absoluta certeza. Segundo um cronista italino da época, no entanto, Casimiro, o irmão de Isabel e futuro rei da Polônia, visitava a corte húngara quando seduziu e estruprou Clara, a filha de Zah, que também era dama de companhia da rainha Isabel; segundo ele, Isabel sabia do ocorrido. Já o o cronista Henrik de Mügeln alega em sua obra Chronik der Hunen, que Casimiro dormiu com a garota com o consentimento da rainha. Quando o pai dela descobriu, o príncipe já havia retornado à Polônia, porém, Zah acreditava que a rainha havia ajudado o irmão a cometer o crime. Portanto, ele teria atacado a família real buscando vingança pela honra roubada da filha, tendo Isabel sido o seu alvo central. Após o fracasso da vingança, o rei Carlos torturou os membros próximos da família de Zah até a morte, inclusive Clara, enquanto que parentes distantes foram despojados de suas propriedades.
Segundo é descrito na Crônica Pictórica:
"… Felician, esgueirando-se sem ser notado, aproximou-se da mesa do rei e, desembainhando sua espada afiada, com um ataque feroz como um cão raivoso, quis matar impiedosamente o rei, a rainha e seus filhos. No entanto, como a misericórdia do Deus misericordioso o impediu, ele não pôde realizar o que queria. Mesmo assim, infligiu um leve ferimento na mão direita do rei. Mas – oh, que dor! – ele imediatamente cortou os quatro dedos da mão direita da santa rainha, que ela usava para estender com compaixão aos pobres, aos miseráveis e aos caídos ao distribuir esmolas. Com esses dedos, ela costurou várias toalhas de mesa para inúmeras igrejas, com as quais enviava incansavelmente paramentos e cálices roxos caros aos altares e aos sacerdotes.”
O cadáver de Záh foi desmembrado, sua cabeça foi enviada para exibição em Buda (atual Budapeste), enquanto que suas mãos e pés foram exibidos noutro lugar. O seu único filho e o seu servo foram capturados e tiveram seus membros arrancados por cavalos. Sua filha mais velha, Sebe, foi decapitada. Já Clara, a vítima de Casimiro, teve seus lábios e nariz cortados, junto a quatro dedos em ambas as mãos - em referência ao que houve com a rainha - tendo sobrado apenas os polegares. Clara também foi colocada em cima de um cavalo, e desfilada pelas ruas de várias cidades, para que sua punição servisse como um aviso para quem quisesse atacar a família real. Tudo isso foi feito segundo as leis de Estêvão I da Hungria, pela qual violência seria punida em igual medida. No entanto, as mesmas leis ditavam que se alguém fosse culpado de planejar a morte do rei, ele seria sujeito a pena capital, mas seus bens e filhos inocentes permaneceriam incólumes. A última parte não foi obedecida, e além de seus filhos, os netos e irmãs de Záh também foram executados, e qualquer pessoa que tivesse parentesco com o nobre até o sétimo grau, teve suas propriedades confiscadas. João, o copeiro que combateu o atacante, recebeu a maioria desses bens pela sua participação na defesa da família.
Até os cronistas ficaram horrorizados com a cruel vingança, e, aparentemente, o rei também sentiu algum remorso mais tarde pela brutalidade da punição.
Uma cópia que data do século XVI, da sentença de Felician Záh após sua morte, atribui o motivo do ataque à perda de seus títulos e posições, que teriam sido retirados por Carlos I. Apesar disso, há uma londa tradição na historiografia húgara de culpar Isabel pelo atentado, ao fazer de rainhas um bode espiatório. Um exemplo disso é a história de Gertrudes da Merânia, primeira esposa de André II da Hungria, assassinada em 1213. A rainha Gertrudes também foi considerada culpada na crônica de Mügeln por ajudar o seu irmão, Bertoldo, arcebispo de Kalocsa, a estrupar a esposa de Bánk Bár-Kalán, o Palatino da Hungria. Devido a isso, Bánk e seus companheiros assassinaram a rainha.

### Vida como rainha
Enquanto o marido estava vivo, Isabel escondeu a sua ambição políticas. Entretanto, ela era uma rainha consorte ativa, e costumava fundar casas religiosas desde da época do reinado de Carlos I, e portanto, muitas das novas igrejas da Hungria dessa época deviam sua existência à rainha. Ao longo de sua vida, ela fundou 25 igrejas e instuições religiosas.

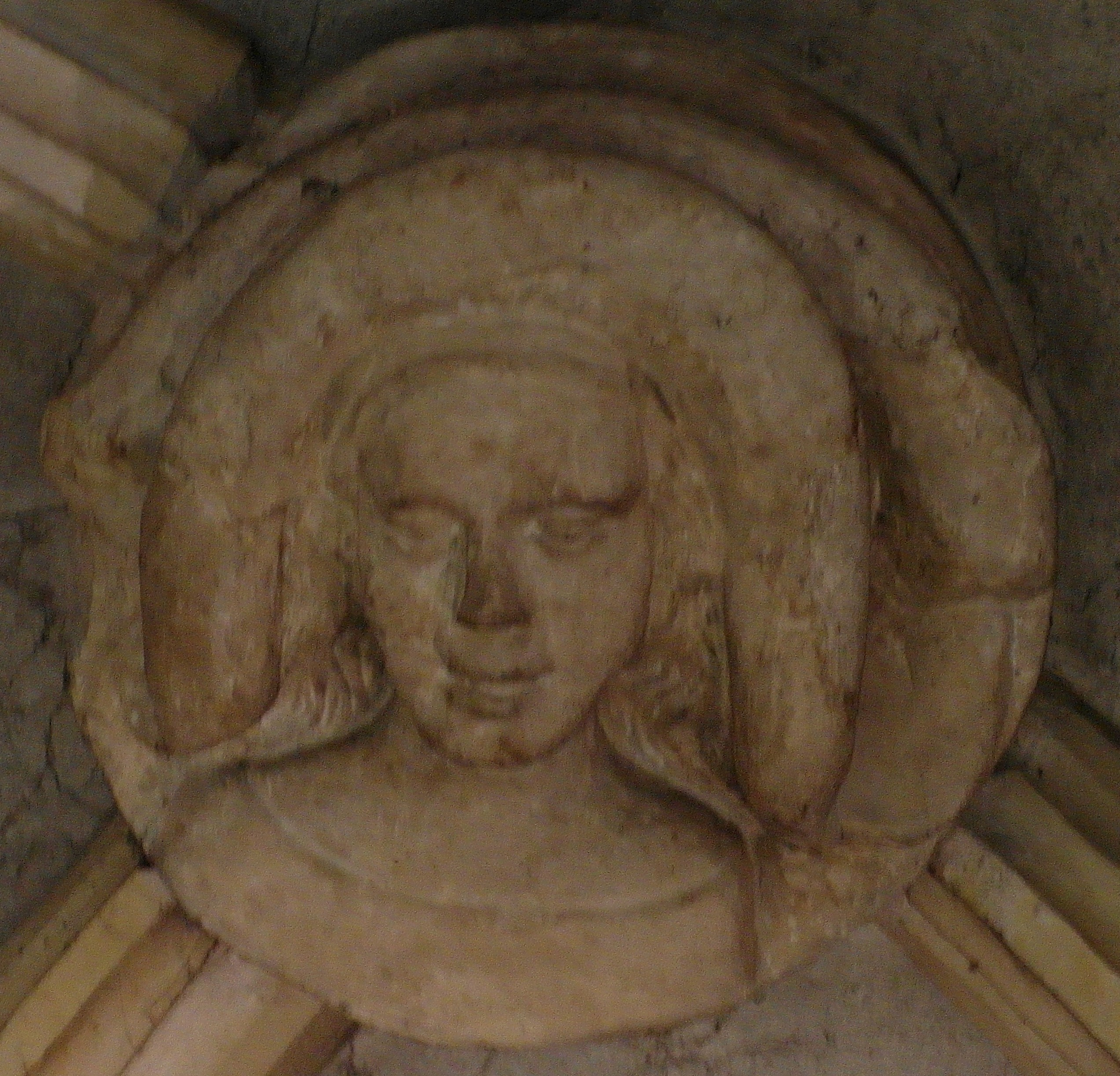
Possível representação da rainha na pedra angular esculpida na Residência Hetmańska, em Cracóvia, na Polônia.

A capacidade da rainha, conhecida por sua personalidade forte e determinada, de dirigir e controlar os acontecimentos, já havia sido demonstrada na reunião real de Visegrado, em 1335, onde, por iniciativa de Carlos I, Isabel teve que organizar a alimentação e a acomodação dos rei Casimiro III, João da Boêmia e do Grão-Mestre dos Cavaleiros Teutônicos, bem como de sua comitiva. Ela desempenhou um excelente papel como "dona de casa". Isso não foi pouca coisa, já que os convidados tinham que fornecer, por exemplo, 4.500 pães e 180 barris de vinho por dia. Isabel também olhava para o futuro: aproveitou a oportunidade da reunião para mediar a conclusão do tratado de sucessão ao trono polonês do rei húngaro, assinado em 1339, e com base no qual Luís I, mais tarde, se tornou o governante polonês.
No dia 16 de julho de 1342, Carlos I faleceu, e seu filho mais velho, se tornou o novo rei como Luís I. A partir dessa época a influência de Isabel cresceu muito, e ela permaneceu como a personalidade mais poderosa durante a maior parte do reinado de Luís, sendo, pelo resto da vida, sua conselheira mais confiável. A cláusula que mais tarde se tornou quase clássica,"...com a vontade e o consentimento de nossa muito amada e querida mãe soberana", ou "com seu gentil consentimento", apareceu imediatamente nos estatutos do jovem rei, impedindo o consentimento dos sumos sacerdotes e barões.
A rainha manteve sua chancelaria, e seu grande selo assemelhava-se ao selo do marido falecido. A rainha mãe interveio diretamente em processos judiciais e questões patrimoniais, muitas vezes participando pessoalmente de negociações para intimidar os grandes proprietários de terras presentes. Isabel não era uma figura muito popular na corte real, mas muitos governantes estrangeiros também não gostavam de seu papel como co-governante. Uma guerra quase eclodiu entre o Carlos IV do Sacro Império Romano-Germânico e o rei Luís por causa dela. Em 1362, durante um julgamento, o imperador fez comentários insultantes sobre a rainha em frente à embaixada húngara; ele havia a chamado de "descarada." Luís defendeu sua mãe em uma carta apaixonada (reescrita várias vezes): "Se você tivesse nascido virtuoso, não teria insultado a majestade de minha mãe (genitricem meam Serinissimam) com palavras ofensivas, exceto para si mesma, em estado de embriaguez". Luís queria lançar uma campanha e até desafiar o imperador para um duelo, mas foi dissuadido. Finalmente, Carlos IV se desculpou por suas palavras e, como expiação, casou-se com uma das parentes de Isabel, Isabel da Pomerânia. Em suas cartas, o rei regularmente se dirigia à sua mãe como "serenissima principissa domina" ("princesa serínissima") e "genitrix nostra charissima" ("nossa querida mãe").
Os filhos de Isabel e Carlos contraíram casamentos políticos vantajosos. O segundo filho, André, se casou com a prima, a rainha Joana I de Nápoles, que também era um membro da Casa capetiana de Anjou. Havia também planos para casar Luís com a irmã de Joana, Maria, porém, logo após a morte do marido, Isabel arranjou o casamento de Luís com a princesa Margarida da Boêmia, filha de Carlos IV do Sacro Império Romano-Germânico. Já o filho mais novo, Estêvão, casou-se com Margarida da Baviera, filha de Luís IV do Sacro Império Romano-Germânico.
Em 1349, a peste bubônica atacou a Hungria, resultando na morta da rainha Margarida, esposa de Luís. Como não tinha herdeiros, ele se casou novamente, desta vez com Isabel da Bósnia, em junho de 1353. É possível que o casamento tenha sido arranjado por Isabel. A nova rainha consorte parece ter se sujeitado completamente à sogra, e não possuía sua própria corte. Ao que parece, a Isabel mais jovem foi bastante influenciada pela rainha mãe.
Em 1354, o filho mais novo, Estêvão, morreu de uma queda de cavalo. Com isso, de seus cinco filhos, o único ainda vivo era o rei.
Isabel atuava como regente quando Luís estava fora do país, e, também administrou a região da Dalmácia, sob o título de Tenente Real da Croácia e Dalmácia, desde 1375, até sua morte.
O castelo real foi doado à sua mãe pelo Rei Luís em 1343: "o castrum de Ôbuda com seus costumes, todas as suas rendas, direitos e pertences (...), para que ela pudesse viver lá, usá-lo e residir nele enquanto vivesse". Óbuda devia muito à rainha. Isabel iniciou projetos de construção em larga escala, fundou mosteiros e igrejas e mandou reconstruir o castelo real a seu gosto. Ela promoveu a disseminação do culto a Santa Margarida da Casa de Arpades, e mandou erigir seu túmulo. Em 1334, fundou o mosteiro e a igreja das Clarissas ("para a salvação espiritual de seus pais e dela própria"), cujas ruínas podem ser vistas hoje no pátio da escola da Rua Mókus.
Apesar de sua devoção e suas atividades políticas, a rainha adorava música, danças e festas, das quais participaria, com regularidade, mesmo ao final de vida, nos seus 70 anos.

### Conflito com Nápoles
A união entre André e Joana, arranjada pelo rei Carlos I, foi realizada sob a condição de que André governaria Nápoles ao lado da esposa, na condição de co-monarcas. Entretanto, quando o rei Roberto de Nápoles, avô de Joana faleceu em 1343, ele deixou o trono apenas para a neta, sem mencionar o marido dela. Portanto, Joana, por direito, foi coroada rainha de Nápoles, o que enfureceu Isabel e filhos.
Em julho de 1343, após receber uma carta do fiho pedindo ajuda, a rainha viúva viajou para Nápoles acompanhada por uma comitiva de nobres húngaros para lutar pelo que ela julgava ser direito do filho. A viagem também foi uma peregrinação para a rainha, pois ela queria chegar às relíquias de São Pedro e São Paulo, em Roma. Ela levou consigo 27 mil marcos de prata pura, 17 mil marcos de ouro puro, ou seja, 6.630 kg de prata, e 5.156 kg de ouro, que era quase todo o tesouro húngaro. Além disso, ela doou muitas vestes e objetos sagrados para instituições da igreja, especialmente em Roma, de onde ela eventualmente fez uma peregrinação de Nápoles. Em sua crônica, János Küküllei – que estava com a rainha – quase escreveu sobre Isabel como uma santa.
Ela até mesmo tentou subornar o Papa, para que ele permitisse a coração do consorte. Assim, ela passou meses viajando por toda a Itália, defendendo a coração de André. Eventualmente, ela retornou a Hungria, acreditando que o filho seria reconhecido como co-governante da rainha Joana. Antes de partir, ela deixou para o filho um anel que ela achava ser capaz de protegê-lo de veneno ou espadas. André, que era duque da Calábria, no entanto, não era nada popular na corte napolitana; além de ameaçar a própria esposa, ele também maltratava e insultava qualquer pessoa que não fosse membro do seu agregado doméstico. Além disso, ele libertou os irmãos Pipini, que estavam preso por aterrorizar o reino, e ainda ofereceu-lhes títulos de cavaleiros caso os criminosos concordassem em apoiar a sua causa. No final das contas, o príncipe húngaro foi assassinado por um grupo de nobres, em 18 de setembro de 1345.
Apesar de especulações, não foi possível provar que Joana, grávida, esteve envolvida assassinato. Mesmo assim, Isabel e Luís acreditavam que ela era culpada, e exigiram que Jona fosse despojada de seu reino. Em junho de 1346, a rainha escreveu uma carta para o Papa, que se parecia muito com uma declaração de guerra. Joana, por sua vez, se casou com o primo, Luís de Tarento, talvez como uma maneira de se defender uma possível invasão húngara, já que ele era um cavaleiro experiente na arte da guerra. A invasão aconteceu no ano seguinte, e Luís adotou os títulos da rainha napolitana, que fugiu para Avinhão. No entanto, a tentativa de tomar o poder durou pouco tempo. Não apenas o rei teve que lidar com a hostilidade do povo, mas também a Itália tinha sido tomada pela peste bubônica. Assim, após Joana ser inocentada da morte do primeiro marido, o Papa Clemente VI ordenou que o rei Luís deixasse Nápoles. Porém, durante o período em que ocupou Nápoles, o rei húngaro prendeu Roberto e Filipe de Tarento, assim como Luís e Roberto de Durazzo, todos primos da rainha Joana e do rei Luís, enquanto que Carlos de Durazzo foi condenado a morte, e executado no mesmo local em que André foi assassinado. Desta forma, após se vingar da morte do irmão, ele obedeceu a ordem do Papa, e retornou para a Hungria.

### Regente da Polônia
O irmão de Isabel, o rei Casimiro III da Polônia, não tinha filhos, e considerava a irmã e o sobrinho como seus herdeiros. Quando ele morreu, em 1370, ele deixou duas filhas da quarta e última esposa, Edviges de Żagań; porém, a legimitidade delas era questionável, pois sua segunda esposa, Adelaide de Hesse, que foi repudiada, ainda estava viva. Ele também teve duas filhas do primeiro casamento de Aldona da Lituânia, que morreram antes do pai. Casimiro escolheu Luís, seu sobrinho, como seu sucessor, porém, o mesmo quase não visitava a Polônia, e nem falava a língua. Após sua coroação, em novembro de 1370, o rei logo retornou a Hungria, e deixou Isabel em seu país natal para atuar como regente em nome do filho. Isabel governou como uma rainha com plenos poderes, e o rei Luís não tinha voz ativa em suas decisões.
Apesar de ser uma princesa nativa, ela não foi popular como regente do próprio país, embora Luís e Isabel tenham confirmado os privilégios concedidos por Casimiro, e até mesmo devolvido terras anteriormente tomadas e apoiado a igreja. A nobreza a apelidou de "Rainha Toquinho", em zombaria aos seus ferimentos casados por Záh décadas atrás. Outro fator que levou ao descontatamento, foi o fato dela ter levado consigo vários nobres húngaros para a corte. Os polacos odiavam pagar impostos, e adoravam brigar consigo mesmos e com a corte, especialmente com a autoritária regente. Enquanto isso, Luís estava numa situação semelhante a do tio falecido, pois não tinha herdeiros homens, apenas filhas. Devido a falta de príncipes, Isabel passou a sua regência tentando assegurar a sucessão das princesas, suas netas, na Polônia.

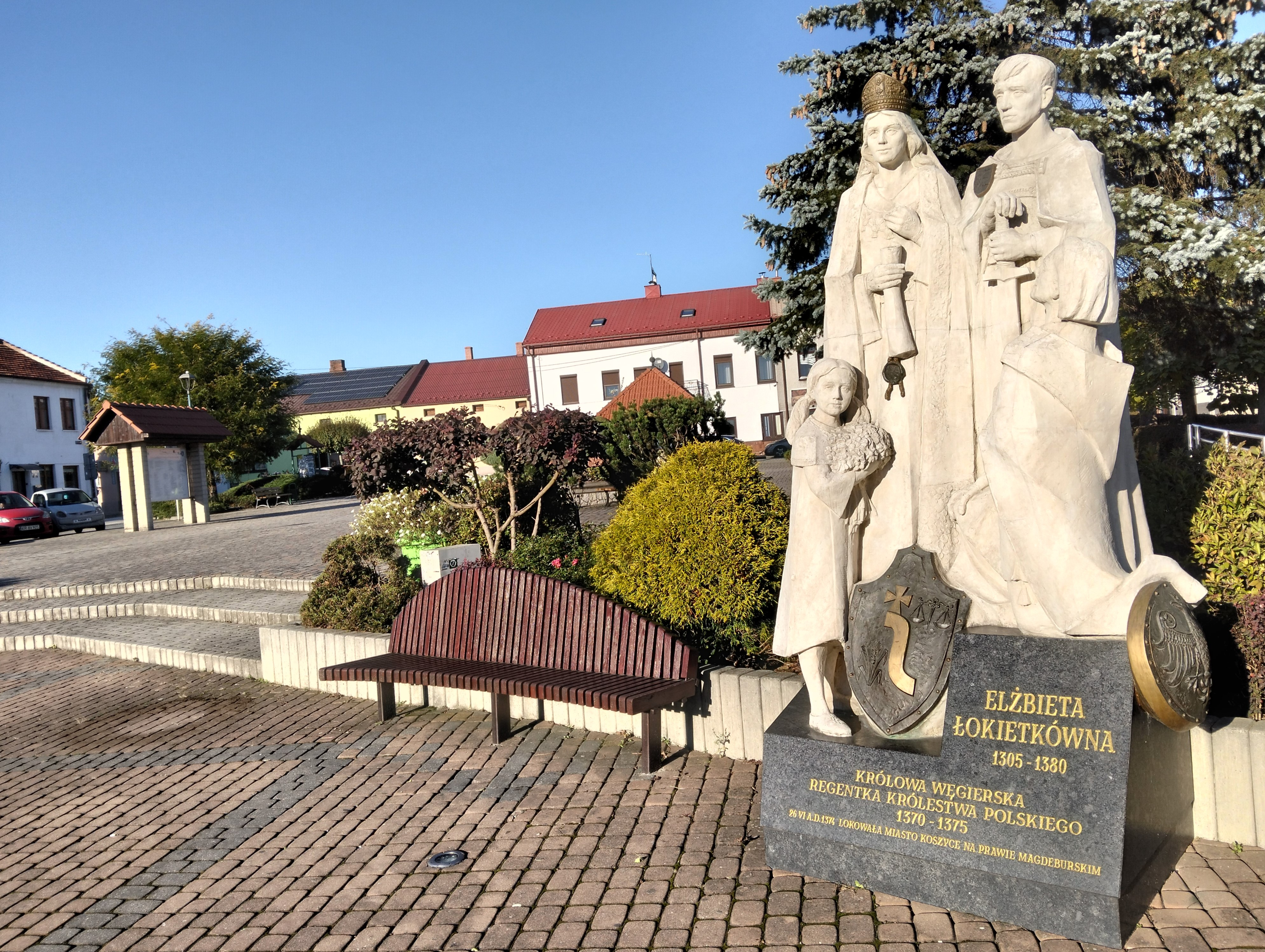
Memorial dedicado a Isabel, na praça do munícipio polonês de Koszyce.

A regência da rainha foi marcada por muitos assaltos e pilhagens na Polônia. Em agosto de 1375, ela retornou para a Hungria, onde o filho estava doente, provavelmente com lepra. Pouco mais de um ano depois, ela voltou a Polônia, em outubro de 1376. No outono daquele ano, um príncipe lituano invadiu o reino, queimando vilas e tomando prisioneiros, sendo que muitos poloneses fugiram para Cracóvia. Isabel foi acusada de ignorar os sinais deste ataque.
A gota d'água ocorreu em 7 de dezembro de 1376, quando Isabel estava festejando no castelo de Cracóvia. Os servos da regente queriam roubar a carroça de um nobre polonês, e uma briga eclodiu. Alguns húngaros conseguiram escapar para o castelo apenas com a ajuda de cordas atiradas de cima, mas mais de 160 pessoas morreram, incluindo dois eunucos da rainha. Como resultado do incidente, a rainha retornou à Hungria, em janeiro de 1377. Seu retorno não foi recebido com entusiasmo unânime. A solução final para a questão foi posteriormente dada pela filha mais nova do rei Luís, Edviges, que se casou com o príncipe lituano Ladislau, e se mudou para Cracóvia. Assim, o conflito polaco-lituano foi resolvido.

### Últimos anos e testamento
Após uma regência que terminou em fracasso, Isabel recolheu para uma vida religiosa, passando a viver num mosteiro fora da cidade de Buda, embora, provavelmente não tenha feito votos de freira. Mesmo assim, ela permaneceu ativa, de forma ocasional, na política que envolvia assuntos húngaro-polacos, durante seus últimos quatro anos de vida. A sua última visita a Polônia foi em 1379, para ajudar a garantir os direitos das netas ao trono polaco. Finalmente, ela voltou para a Hungria em novembro de 1380, onde veio a falecer no mês seguinte, em 29 de dezembro, quando 74 ou 75 anos de idade.
Ela foi sepultada, segundo seu testamento ditava, na Capela de Corpus Christi, construída ao lado no Mosteiro da Ordem de Santa Clara, em Buda, uma das casas religiosas que ela fundara. A magnífica Igreja gótica da Virgem Maria, fundada pela rainha e pelo rei Luís, ficava no atual Szentlélek tér, cuja beleza era admirada por enviados que visitavam a Hungria. Em 1355, o rei dividiu a cidade de Ôbuda entre a rainha e o capítulo. Isabel tinha grande afeição pelas freiras clarissas e passava muito tempo no mosteiro que fundou. Ela regularmente apoiava as freiras com casas, propriedades e o pedágio do porto do Danúbio, muitas vezes contra os cidadãos de Ôbuda. Ela também fez um rico memorial a elas em seu testamento. ALém disso, ela deixou seu altar de prata dourada e relevo para as freiras. Esta obra-prima de ourives percorreu um longo caminho até finalmente chegar ao Museu Metropolitano de Arte, em Nova Iorque. É muito provável que a rainha Isabel também tenha presenteado as freiras com a estátua de madeira pintada da Virgem Maria, que pode ser vista hoje em Piliscsaba.
Em seu testamento, deixou dinheiro e posses para a família: vasos de ouro para Luís, o Castelo de Buda para a nora, Isabel da Bósnia, uma coroa de ouro para a neta Maria, uma coroa de lírios para a neta, Edviges, e para a sobrinha, Edviges, um anel, além de ter legado dinheiro para algumas igrejas.
Seu testamento também é de grande importância, pois é o único testamento sobrevivente de uma rainha da Idade Média. Por trás das linhas do testamento, podemos sentir algo dos sentimentos humanos da mulher de temperamento forte, por exemplo, o quanto ela amava seus objetos pessoais, que legou ao seu único filho sobrevivente, Luís: entre outros, ícones, um dos quais representava São Ladislau, o rei cavaleiro (modelo de Luís). Ela também lhe deixou um talismã feito de ouro, pedras preciosas e pérolas, a chamada "língua de dragão".

## Legado
Um perfume chamado "Água da Rainha da Hungria", também conhecido como "Água Húngara", pode ter sido encomendado pela própria Isabel. Esse perfume é o mais antigo conhecido na Europa que é baseado em álcool. Segundo uma lenda, a rainha teria encomendado esse perfume para restaurar a sua juventude. Existem várias versões sobre a origem do coméstico; em uma, a Água teria sido criada por um alquimista da corte ou um monge, enquanto que outros relatos dizem que o perfume foi comprado de membros do povo roma, que promoviam o produto como uma panaceia. Outra lenda diz que, quando tinha seus 70 e pouco anos, a rainha parecia tão jovem, que um duque de 25 anos lhe pediu em casamento. Ainda segundo fontes contemporâneas, essa bebida medicinal milagrosa foi preparada por um eremita para a rainha, que sofria de gota aos 72 anos. Ela a usava tanto interna quanto externamente. A Água já foi usada não somente como perfume, mas também como tonificante, xampu e até como enxaguante bucal.

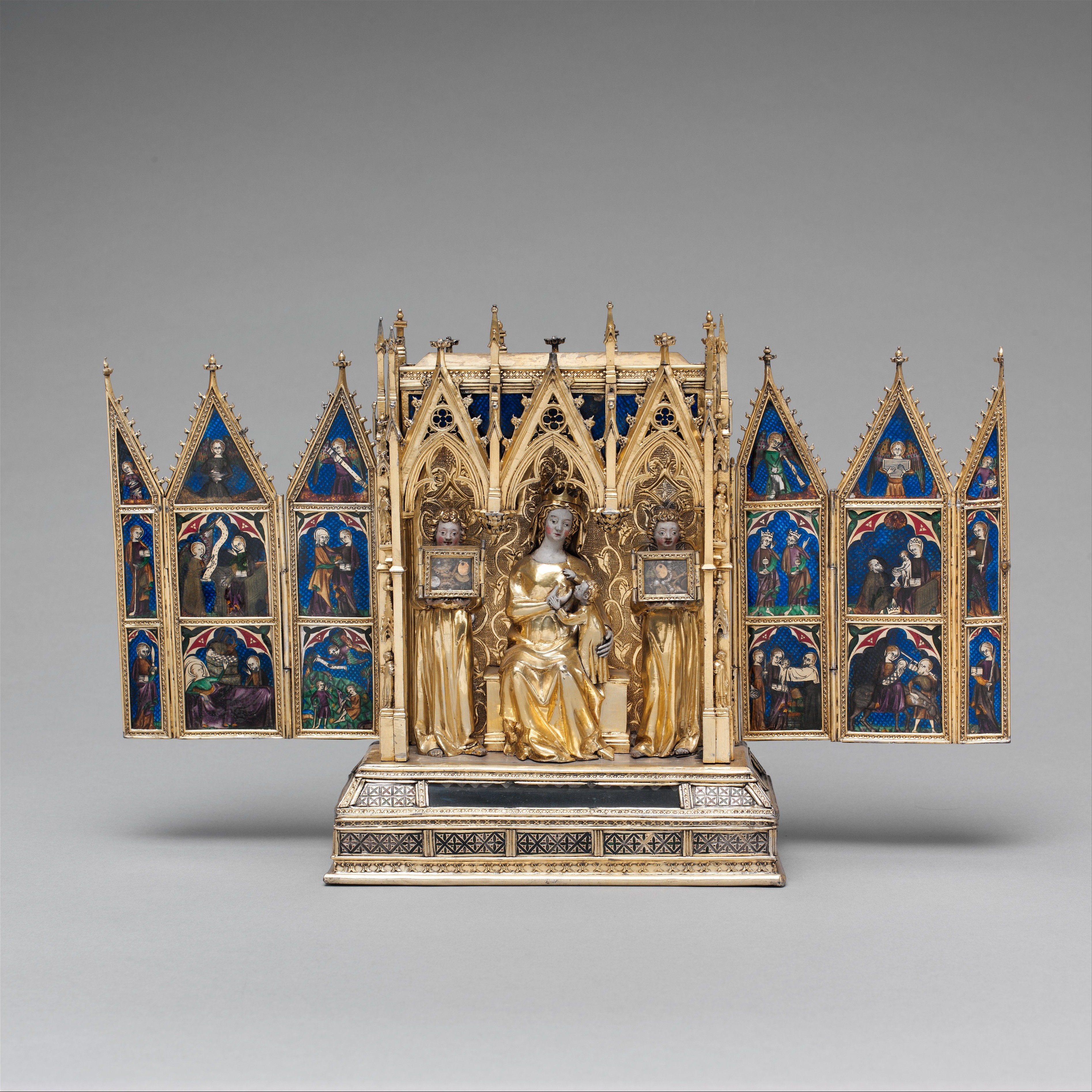
Reliquário, atribuído à Jean de Touyl, hoje localizado em Nova Iorque

A rainha era uma patrona das artes e fundadora de muitos templos os quais equipou com muitos tesouros. Um dos exemplos é o Reliquário com Virgem e Criança feito, produzido por volta de 1350, provavelmente por Jean de Touyl, que hoje se encontra no Museu Metropolitano de Arte, em Nova Iorque; o reliquário provavelmente foi criado para o convento das Clarissas da Ordem de São Francisco, na cidade de Buda, que também foi fundado por Isabel em 1334. Outro reliquário feito de prata, de Nicolau de Mira, no formato de uma igreja gótica, de 1344, tem sua autoria atribuída à Pietro di Simone Gallico, e encontra-se no Museu Nicolaiano, em Bari.
A pedido da mãe, o rei da Hungria fundou a capela húngara na Catedral de Aachen, na Alemanha. Isabel também visitou Aachen em peregrinação, além de Marburgo, no túmulo de Santa Isabel, da Casa de Arpades. O selo da cidade de Ôbuda, do século XIV, mostra os brasões húngaro de Anjou e polonês de Piasta juntos.

## Descendência
- Carlos (n. e m. em 1321), foi sepultado na Igreja de Nossa Senhora, em Szekesfehervar;
- Ladislau (1 de outubro de 1324 – ínicio de março de 1329);
- Luís I da Hungria (5 de março de 1326 – 10 de setembro de 1382), sucessor do pai em 1342, e sucessor do tio, Casimiro III, na Polônia, em 1370. Foi primeiro casado com Margarida da Boêmia, mas não teve filhos. Após a morte dela, se casou com Isabel da Bósnia, com quem teve quatro filhas;
- André, Duque da Calábria (30 de novembro de 1327 – 18 de setembro de 1345), foi casado com a rainha Joana I de Napóles, com quem teve um filho, Carlos Martel, Duque da Calábria, que foi noivo de Joana de Durazzo, mas acabou morrendo com apenas dois anos de idade;
- Estêvão, Duque da Eslavônia (26 de dezembro de 1332 – 9 de agosto de 1354), além da Eslavônia, também governou a Transilvânia, Croácia e Dalmácia. Foi casado com Margarida da Baviera, filha de Luís IV do Sacro Império Romano-Germânico, com quem teve dois filhos;
- Catarina (m. 1355), esposa de Henrique II, Duque de Swidnica, com quem teve apenas uma filha: Ana de Swidnica, terceira esposa de Carlos IV do Sacro Império Romano-Germânico;
- Isabel (m. 19 de agosto de 1367), cuja existência é disputada por historiadores, que teria se casado com Boleslau de Opole, provavelmente Boleslau II, Duque de Niemodlin.